# Fulbright Center
Fulbright Center is de naam waaronder sinds 1 juni 2004 de Netherlands America Commission for Educational Exchange opereert. Deze binationale commissie is opgericht bij verdrag tussen de Verenigde Staten van Amerika en Nederland in oktober 1972 en heeft ten doel het bevorderen van onderling begrip tussen Nederlandse en Amerikaanse staatsburgers. 
De naam Fulbright verwijst naar de Amerikaanse senator J.William Fulbright, de naamgever van het Fulbright-programma, een omvangrijk beurzenprogramma.  Het Fulbright Center is gevestigd te Amsterdam. Het kent zogenaamde Fulbright-beurzen toe aan Nederlandse studenten die op graduate-niveau in de Verenigde Staten willen studeren, maar ook aan Nederlandse promovendi en wetenschappers die ten behoeve van onderzoek een periode van ten minste drie maanden in de V.S. willen verblijven. Fulbright-beurzen zijn ook beschikbaar voor Amerikaanse studenten en onderzoekers. 
Bekende Nederlandse politici die een Fulbright-beurs ontvingen zijn minister Bert Koenders en Jacqueline Cramer; oud-ministers Ben Bot, Laurens-Jan Brinkhorst, Joris Voorhoeve en Wim van Eekelen. De meeste alumni van het programma zijn te vinden onder wetenschappers. Bekende hoogleraren zijn Abram de Swaan, Henk Wesseling, Johan Goudsblom, Ruth Oldenziel, Frank Bovenkerk, Rosi Braidotti, Hans Adriaansens. Ook in andere sectoren van de samenleving zijn Fulbright-alumni te vinden, zoals F.C. Rauwenhoff (Philips), Alexander Rinnooy Kan (SER), Willem Stevens (Caron, Stevens, Baker en McKenzie), Koenraad Wiedhaup (AKZO Nobel).